# Ерыкла (приток Калмантая)
Еры́кла — река в России, протекает в Вольском районе Саратовской области. Устье реки находится в 19 км по правому берегу реки Калмантай. Длина реки составляет 18 км. Площадь водосборного бассейна — 143 км².
Начинается от родников в овраге Гусиный. Течёт на юго-восток. В среднем течении на высоте 154 м над уровнем моря в селе Колояр принимает слева свой основной приток — Чечеру. Впадает в Калмантай на высоте 109 м над уровнем моря напротив села Спасское.

## Данные водного реестра
По данным государственного водного реестра России относится к Нижневолжскому бассейновому округу, водохозяйственный участок реки — Терешка от истока и до устья. Речной бассейн реки — Волга от верховий Куйбышевского водохранилища. до впадения в Каспий.
Код объекта в государственном водном реестре — 11010001912112100010578.